# Einbäume der Altmark
Die Einbäume der Altmark in Sachsen-Anhalt gehören zu den selteneren Funden. Die Seen und Flüsse des Landes traten archäologisch lange kaum in Erscheinung. 2003 erfolgte die Entdeckung eines Fischzauns und eines Einbaums im Arendsee. Die nicht in Seekreide eingebetteten Bootsteile im Bereich der Schotte zeigten erste Zersetzungserscheinungen. Auch das zum Ufer gerichtete, etwas höher liegende Heck war angegriffen. Die wissenschaftliche Dokumentation des Einbaums und seine Bergung erfolgten 2004. Da im Umfeld des Bootes keine weiteren Funde beobachtet wurden, war von einem Einzelfund auszugehen.

## Altmarkkreis Salzwedel
Der im Nordwesten des Arendsees im Altmarkkreis Salzwedel entdeckte Einbaum lag in etwa drei Metern Tiefe. Das nahezu vollständig erhaltene Boot ruhte etwa 80 m vom Nordwestufer entfernt, mit Feldsteinen beschwert, auf dem Seegrund. Seitlich lag ein Kugelbodengefäß aus dem 14. Jahrhundert. Die Jahresring- und Holzartenanalyse ergab den Befund: Eschenholz mit einem Fälldatum von um/nach 1389. 

### Beschreibung
Das Boot hat eine Länge von 4,18 m. Die größte Breite am Bug liegt bei 0,52 m. Das Heck ist 0,4 m breit und der Schiffskörper ist mittig 0,33 m hoch. Beide Enden sind löffelartig gerundet und flach auslaufend. Der mittlere Bereich hat zwei Querschotts von 5 cm Randstärke, die einen Kasten bilden (Innenmaße 40 cm × 43 cm) und den hinteren Bootsbereich abtrennen. Die Bootswand ist 3–5 cm stark und der Querschnitt des Einbaums ist halbkreisförmig. An vielen Teilen des Schiffskörpers sind Bearbeitungsspuren eines flachen Hohldechsels zu erkennen. Da die meisten Einbäume aus Eiche bestehen, sind aus Esche gefertigte eine Ausnahme.
Das Arendseer Boot wird als Fischereifahrzeug gedient haben, da der mittels Querschotts abgetrennte Bereich eine Art Fischkasten bildet. Der flache, gerundete Bug war zum Anlanden an flachen Ufern im Norden des Arendsees gut geeignet. Der Einbaum wurde wohl vom Zießauer Ufer aus als Fischerboot für die Netz- und Reusenfischerei genutzt. 

### Fischerei
Wenngleich historische Angaben zur Fischerei im Arendsee unbekannt sind, lassen sich über Urkunden, die den See als Klosterbesitz ausweisen, Zusammenhänge erschließen. So zählten die Dörfer rund um den See zum Besitz des 1183 gegründeten Kloster Arendsee der Benediktinerinnen. Eindeutiger stellen sich die Fischereirechte in der Bestätigungsurkunde für das Kloster aus dem Jahre 1208 dar. Der Fund eines Fischzauns im Jahre 2003, dessen 14C-Datierung ins Spätneolithikum zwischen 2700 und 2600 v. Chr. erfolgte, zeigt, dass der See beständig zur Fischerei genutzt wurde.

## Landkreis Stendal
Das Arendsee-Boot ist in der Altmark kein Einzelstück. Aus der Elbe bei Arneburg stammt ein 1970 gefundenes Bootfragment, das nicht mehr existiert. Im Museum Wolmirstedt lagern Überreste von zwei Einbäumen aus einer Kiesgrube bei Bertingen, die in den 1970er Jahren abgeliefert wurden. Bei Bömenzien erfasste 1936 ein Greifer im Zehrengraben einen Einbaum, der ins Kreismuseum Osterburg gelangte. Das Boot aus Kuhlhausen wurde 1934 in einem Altarm der Havel entdeckt und befindet sich im Museum Genthin. Aus Neukirchen, stammt ein Fund von 2007, den man am Schwarzen Wehl, einem Elbealtarm, barg. Im Landesfundarchiv gibt die Ortsakte von Nitzow den Hinweis auf einen aus der Havel stammenden Einbaum, der sich früher im Museum Havelberg befand.

## Landkreis Jerichower Land
Im Jahr 2005 wurde nahe Schartau ein am Ostufer der Elbe angeschwemmter Einbaum sichergestellt. Aus dem Bett der Stremme (Havel-Zufluss) bei Schlagenthin kamen in den Jahren 1967 und 1973 zwei Einbäume, die im Museum Genthin zu besichtigen sind.

## Kontext
Die Reihe ließe sich mit Fundstellen in Brandenburg und Niedersachsen fortsetzen. Doch sind gemessen an den Jahrtausenden praktizierter Binnenschifffahrt nur wenige Einbäume entdeckt worden. Der älteste deutsche Bootfund wurde 1785 im Teufelsmoor in Niedersachsen ausgegraben. Gleichwohl blieben nur einige der aufgefundenen Stücke erhalten. Die in Sachsen-Anhalt zugänglichen Boote ließ das Landesdenkmalamt in den Jahren 2007–2009 datieren. Der älteste Einbaum in der Region ist karolingisch (8. Jahrhundert Schartau, Landkreis Jerichower Land), alle übrigen wurden vom Mittelalter bis zur Neuzeit mit Schwerpunkten im 12./13. sowie 15./16. Jahrhundert hergestellt; der jüngste stammt aus dem 18. Jahrhundert (Bertingen, Landkreis Stendal). 
Einbäume sind seit der Mittelsteinzeit bekannt. Sie entstanden durch Bebeilen eines Baumstammes, mitunter unter Zuhilfenahme von Feuer. Sie waren wichtige Bestandteile der Verkehrsgeschichte in der Vor- und Frühgeschichte. Im Rahmen des Transports von Menschen und Gütern kamen die flachen, wendigen Boote in nahezu jeder Region zum Einsatz. Sie ermöglichten den Transport auf dem Wasserweg, da es bis in die Neuzeit hinein kein Straßennetz gab. Gleichermaßen zählen Einbäume zu den grundlegenden Arbeitsmitteln der Binnenfischerei. Ihr wirtschaftliches Potenzial zeigt sich an ihrer fortgesetzten Verwendung parallel zur Entwicklung der Plankenboote, in einigen Regionen bis ins 19. Jahrhundert.